# Muhlenbergia curtifolia
Muhlenbergia curtifolia är en gräsart som beskrevs av Frank Lamson Scribner. Muhlenbergia curtifolia ingår i släktet muhlygräs, och familjen gräs. Inga underarter finns listade i Catalogue of Life.